# لويس لايرا ألبا
لويس لايرا ألبا هو سياسي إكوادوري، ولد في 25 أكتوبر 1894 في غواياكيل في الإكوادور، وتوفي في 17 أبريل 1979 في كيتو في الإكوادور بسبب ذات الرئة. نشط حزبياً في Ecuadorian Radical Liberal Party ‏.